# Damián Albil
Damián Gonzalo Albil (Lomas de Zamora, 9 febbraio 1979) è un ex calciatore argentino, di ruolo portiere.

## Carriera
Dopo aver militato nell'Independiente e nell'Estudiantes, nell'agosto 2010 firma un contratto col San Lorenzo.

## Palmarès

### Club

#### Competizioni nazionali
- Campionato argentino: 2

Independiente: Apertura 2002
Estudiantes: Apertura 2006

#### Competizioni internazionali
- Coppa Libertadores: 1

Estudiantes: 2009
- Coppa Sudamericana: 1

Independiente: 2017